# Automolis cameruna
Automolis cameruna är en fjärilsart som beskrevs av George Francis Hampson 1914. Automolis cameruna ingår i släktet Automolis och familjen björnspinnare. Inga underarter finns listade i Catalogue of Life.